# Діна Саєва
Діна Саєва (справжнє ім'я: Мадіна Ісроїлова , нар. у 1999 році в Душанбе, Таджикистан) — відеоблогерка, найпопулярніша користувачка російськомовного сегменту «Тіктока».
У жовтні 2020 року російський Forbes помістив її на 2-е місце свого першого в історії списку найбільш високооплачуваних тіктокерів.

## Біографія
Дівчинка народилася в 1999 році в Душанбе (Таджикистан) у релігійній сім'ї Басаєвих. Тато працював водієм, а мама кухарем. Діна — перша дитина, пізніше у неї з'являться дві молодші сестри і брат. Сім'я жила небагато. Як розповідає Діна, «вдома не було навіть столу, і [діти] займалися на підлозі».
На початку 2000-х років Дінини батьки, після десяти років підготовки всіх документів і ходіння по інстанціях, отримали російське громадянство, і родина переїхала з Таджикистану до Росії, в Єкатеринбург. Розрахунок був на те, що в Росії умови життя дітей будуть краще, але все виявилося не так просто. Господиня квартири, де Басаєви спочатку жили, зненавиділа їх і вигнала на вулицю. У понеділок, вівторок, середу та четвер сім'я могла жити в дискотеці, де Басаєв-батько підробляв охоронцем. Але з п'ятниці по суботу дискотека приймала відвідувачів, так що у вихідні вдень діти з мамою гуляли в «Ікеї», на ніч знаходячи притулок у знайомих.
Через кілька років Басаєвим вдалося накопичити грошей, і вони в іпотеку купили квартиру. Влітку 2019 року Дінин батько помер, і їй довелося взяти на себе турботу про сім'ю, в тому числі погашення іпотеки.
У школі Діні подобалося виступати на сцені на свята, бути ведучою шкільних концертів. Але батьки хотіли, щоб дочка мала «серйозну» професію, тому вона вступила на юридичне відділення Уральського фінансово-юридичного коледжу.
У 2015 році дівчинка зареєструвала акаунт у Інстаграмі, де стала спеціалізуватися на ліпсинках (синхронізація губ зі звуком). У перший же рік зібрала 40 тисяч передплатників. Реклама в блозі приносила певний дохід (від 3 до 6 тисяч рублів на місяць), але цього було недостатньо для того, щоб самій себе забезпечувати і таким чином допомагати родині, тому з 16 років паралельно з навчанням в коледжі Діна підробляла касиром в «Макдональдсі», отримуючи 400 рублів за 4 години роботи в день.
(За даними MTV, перший свій танець під таджицьку музику Діна зняла в мобільному додатку «Перископ». Причому, оскільки «Перископ» був у Росії малопопулярним, основну частину аудиторії складали іноземці.)
Танці у виконанні Діни стали розповзатися соцмережами «ВКонтакте» і YouTube, де їх викладали під заголовками «Таджичка гарно співає», «Таджичка красиво танцює», і популярність дівчини швидко пішла вгору — в якийсь момент на Дінин instagram за два місяці підписалося 400 тисяч чоловік.
І тоді, в 2018 році, Діна вирішила, що пора перестати концентруватися на самому Інстаграмі і що для поширення свого контенту варто спробувати альтернативні форми. І впритул зайнялася акаунтом у популярному в підлітковому середовищі «Тіктоку»
У «Тіктоку» Діна знімала найрізноманітніші ролики: і гумористичні, і соціальні, і челленджи, і денс-кавери на західні пісні, та монтажні фокуси, і сценки з фільмів розігрувала.
Як розповідав російськомовний Forbes у березні 2020 року в опублікованій тоді цим виданням детальній біографії, «поштовхом для зльоту її популярності послужило знайомство з московськими блогерами, особливо з Рахімом Абрамовим, який регулярно з'являється в її роликах і з яким передплатники Діни приписують їй роман. У спільних роликах молоді люди часто зображували закохану пару, дуріли на камеру, подорожували.»
Влітку 2019 року Діна підписала п'ятирічний контракт з продюсерським центром ПЦ, що вирішив «розвивати „Тікток“ в Росії».
У серпні 2019 року Діна, підібравшись уже майже до 4 мільйонів передплатників, стала найпопулярнішою тіктокеркою російськомовного сегмента.
На початку 2020 року Діна стала новим амбасадором модного бренду Dolce & Gabbana.
Наприкінці 2020 року Діна почала музичну кар'єру, представивши публіці дебютну пісню «Я шукаю тебе».